# The Video Collection (Anastacia-DVD)
A The Video Collection Anastacia amerikai énekesnő első DVD-je. Szerepel rajta az énekesnő tíz videóklipje (első két albumának, a Not That Kindnek és a Freak of Nature-nek összes klipje) és két remixvideóklipje, ezenkívül négy videóklip forgatásába is bepillantást nyújt.

## Tartalma
- Videóklipek:

1. I’m Outta Love – 4:03
2. Not That Kind – 3:20
3. Cowboys & Kisses – 4:40
4. Made for Lovin’ You – 3:36
5. Paid My Dues – 3:30
6. One Day in Your Life (amerikai változat) – 3:24
7. One Day in Your Life (nemzetközi változat) – 3:24
8. Boom – 3:31
9. Why’d You Lie to Me – 3:42
10. You’ll Never Be Alone – 4:03

- Így készült:

1. One Day in Your Life – 25:03
2. Boom – 2:54
3. Why’d You Lie to Me – 3:44
4. You’ll Never Be Alone – 9:26

- Remixvideóklipek:

1. I’m Outta Love [Hex Hector Radio Edit] – 4:12
2. Not That Kind [Kerri Chandler Mix] – 3:56

- Egyéb:
  - Életrajz – 0:00
  - Fotógaléria – 0:00
  - Ki Anastacia? – 4:14

## Helyezések
| Slágerlista (2002)  | Legmagasabb helyezés |
| ------------------- | -------------------- |
| Finn slágerlista    | 1                    |
| Osztrák slágerlista | 1                    |